# Oksana Dramarećka
Oksana Wałerijiwna Dramarećka (ukr. Оксана Валеріївна Драмарецька, ur. 1971) – ukraińska dyplomata, od 2020 roku pełni funkcję ambasadora Ukrainy w Meksyku.
Ukończyła studia filologiczne i prawnicze. Od 1995 roku pracuje w dyplomacji ukraińskiej. Pracowała w placówkach dyplomatycznych we Włoszech, Chorwacji oraz Bośni i Hercegowinie. Była też konsulem generalnym w Barcelonie (2016-2020).